# Мне бы в небо
«Мне бы в небо» (англ. Up in the Air) — роман Уолтера Керна, опубликованный в 2001 году.
В 2009 году роман был экранизирован Джейсоном Рейтманом, в главной роли снялся Джордж Клуни. Национальный совет кинокритиков США признал «Мне бы в небо» лучшим фильмом года.
После публикации роман получил положительные отзывы и имел хорошие продажи, однако после событий 11 сентября 2001 года продажи практически остановились. Положительные отзывы к фильму помогли восстановить продажи.

## Сюжет
Райан, герой романа американского писателя Уолтера Керна «Мне бы в небо» по долгу службы все своё время проводит в самолетах. Его работа заключается в том, чтобы увольнять служащих корпораций, чье начальство не желает брать на себя эту неприятную задачу. Ему нравится жить между небом и землей, не имея ни привязанностей, ни обязательств, ни личной жизни. При этом Райан и сам намерен сменить работу, как только наберет миллион бонусных миль в авиакомпании, которой он пользуется. Но за несколько дней, предшествующих торжественному моменту, жизнь его внезапно меняется…